# Horácio Bento de Gouveia
Horácio de Ornelas Bento de Gouveia (Ponta Delgada, São Vicente, 5 de setembro de 1901 — Funchal, 23 de maio de 1983) foi um escritor, poeta. jornalista e professor português.

## Biografia
Horácio Bento de Gouveia nasceu na freguesia de Ponta Delgada, São Vicente, filho de Francisco Bento de Gouveia e de D. Firmina Matilde d'Ornelas Bento de Gouveia.
Estudou na Escola do Pico, na Ponta Delgada, no Liceu do Funchal e na Faculdade de Letras de Lisboa, onde se licenciou em Ciências Históricas e Geográficas, em 1930.
A sua vida dedicada às Letras repartiu-se pela produção literária, pela atividade docente e pelo jornalismo, tendo colaborado no semanário Academia Portuguesa  (1932-1933).
Em 1980, foi homenageado pela Câmara Municipal do Funchal, tendo-lhe sido atribuída a Medalha de Ouro da Cidade e dado o seu nome à Escola Preparatória da Cruz de Carvalho, passando esta a denominar-se Escola Básica dos 2.º e 3.º Ciclos Dr. Horácio Bento de Gouveia. Em outubro do mesmo ano, foi igualmente homenageado pela Câmara Municipal de São Vicente, com uma medalha e uma lápide na sua Casa do Ladrilho, em Ponta Delgada.
Veio a falecer a 23 de maio de 1983, no Funchal, devido a problemas cardiovasculares.
Anos mais tarde, a casa onde nasceu veio a ser transformada em Casa-Museu.

## Obra
Romance
- Ilhéus - 1949, romance de ficção
- Lágrimas Correndo Mundo - 1959, romance de ficção
- Águas Mansas - 1963, romance de ficção
- Canhendos da Ilha - 1966, livro de crónicas
- Alma Negra e Outras Almas - 1972, contos e crónicas da Madeira
- Canga - 1976, 3ª edição da obra “Ilhéus”, recuperando o seu título original e os capítulos anteriormente censurados
- Torna Viagem - 1979, romance de ficção
- Margareta - 1980, romance urbano
- Luísa Marta - terminado em 1982 e editado em 1986